# 1900年世界博览会
1900年巴黎世界博览会（法語：Exposition Universelle）于1900年4月15日至11月12日在法国巴黎举行，主题为世纪回顾，吸引游客超过5000万人。

## 會場建築

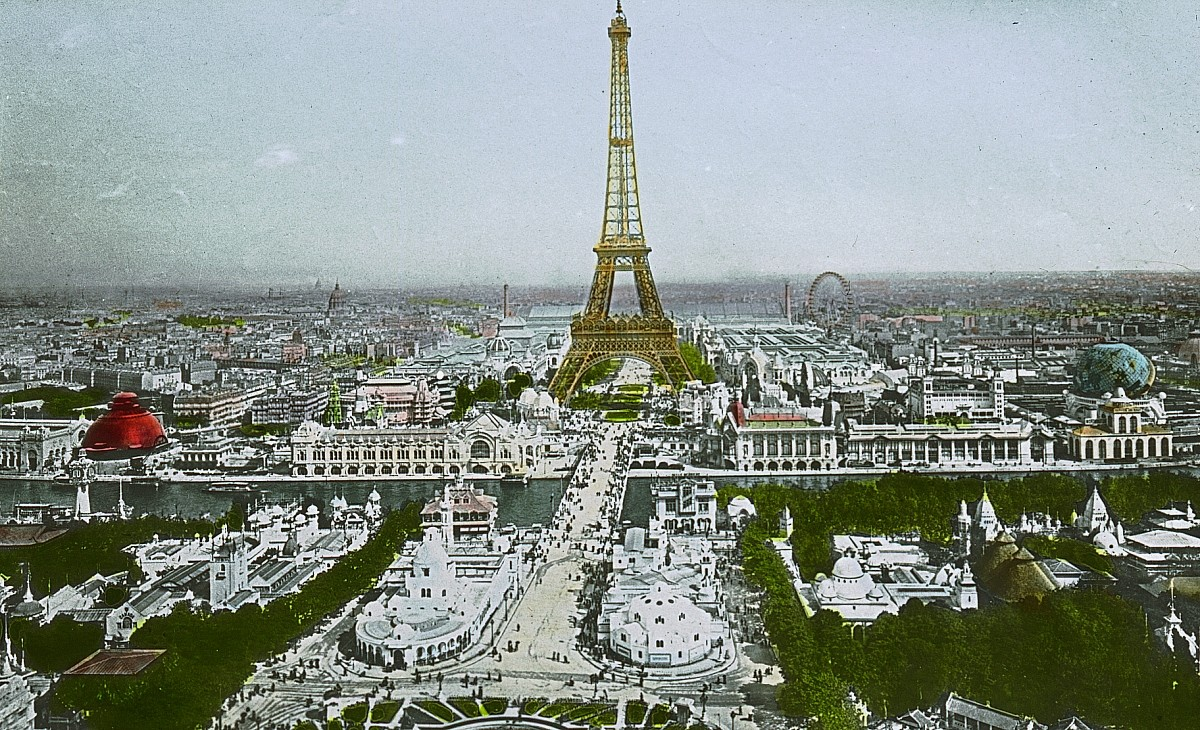
特洛卡德羅地區鳥瞰圖
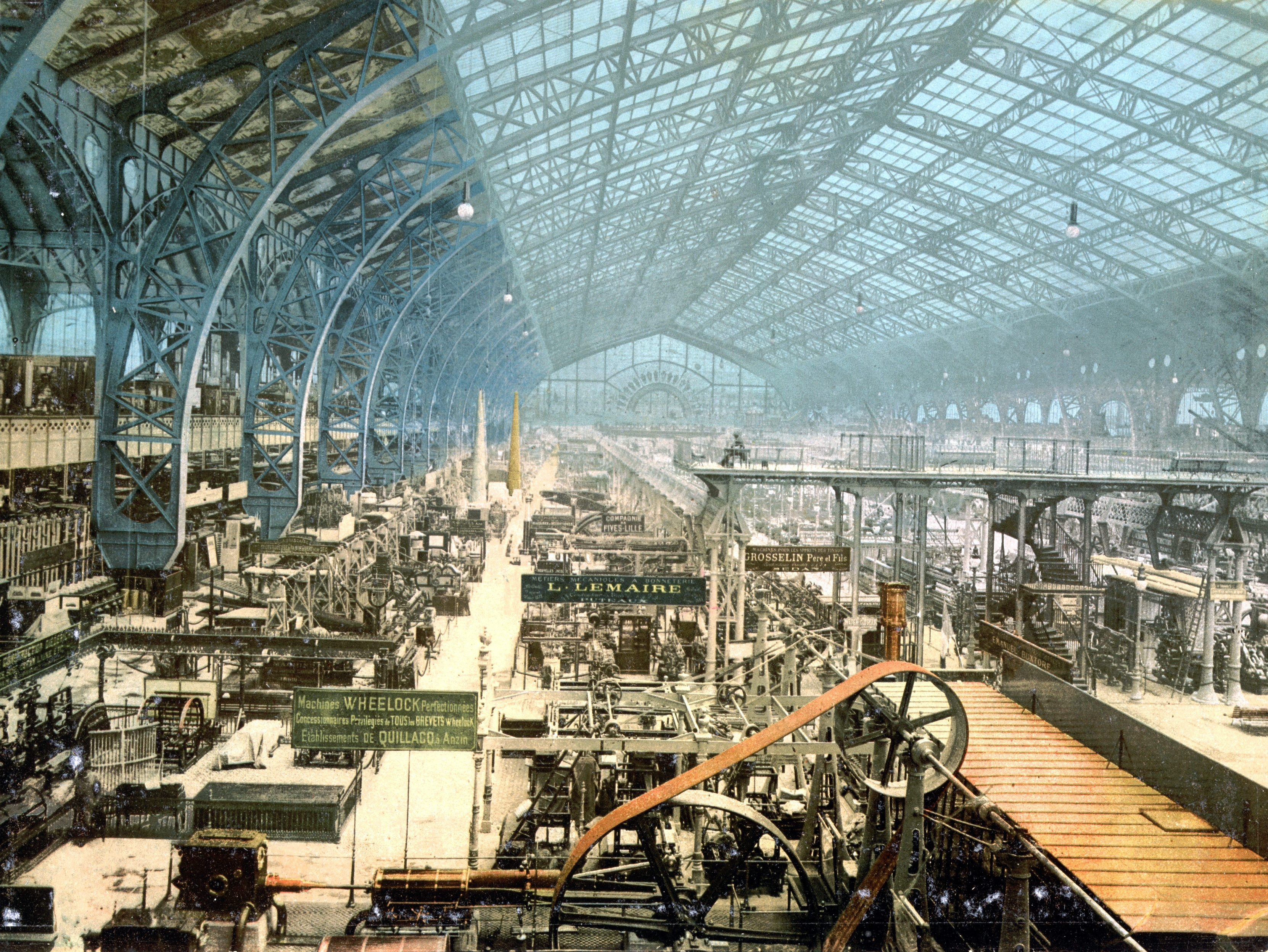
La Galerie des Machines
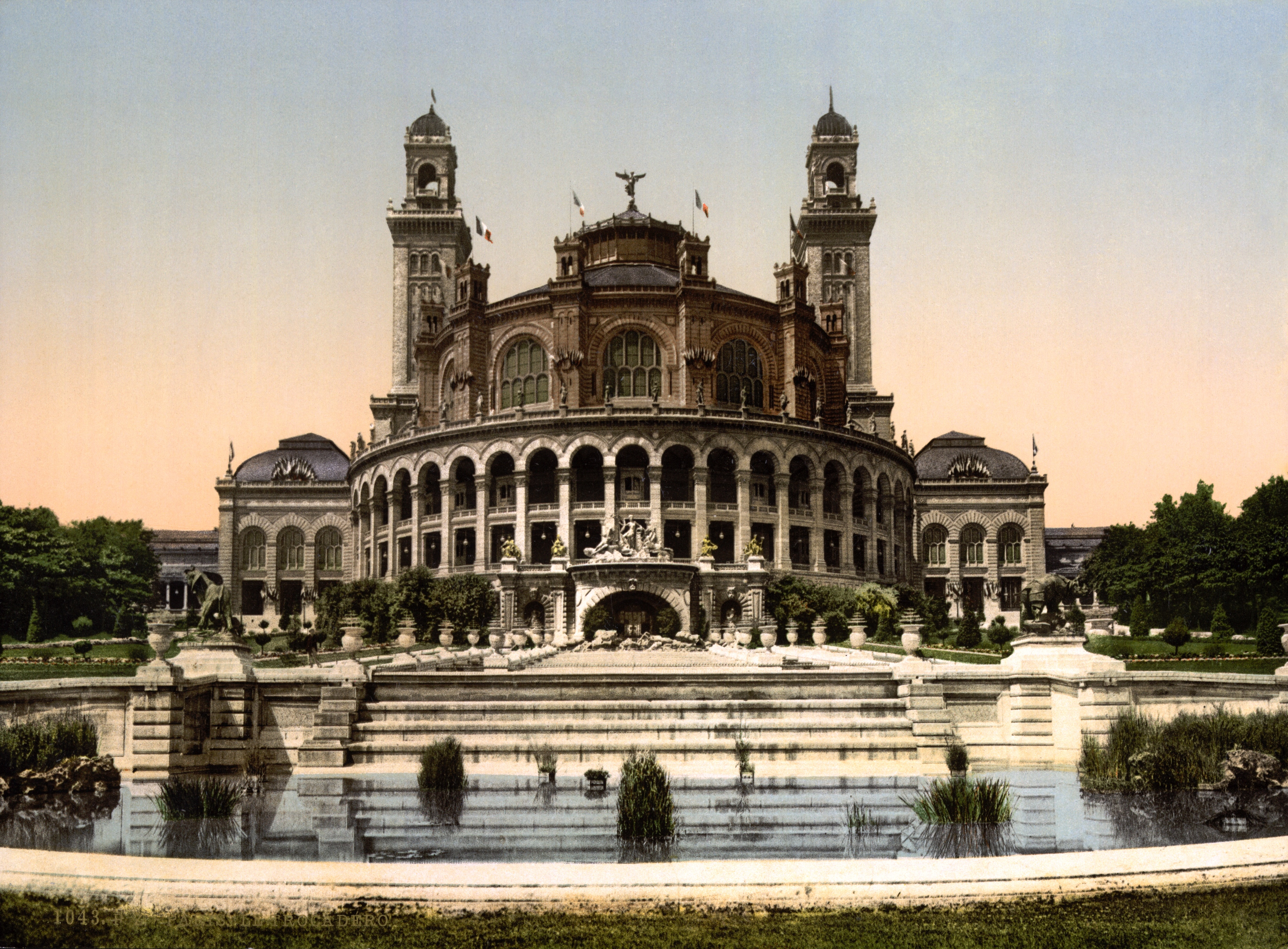
特洛卡德羅宮
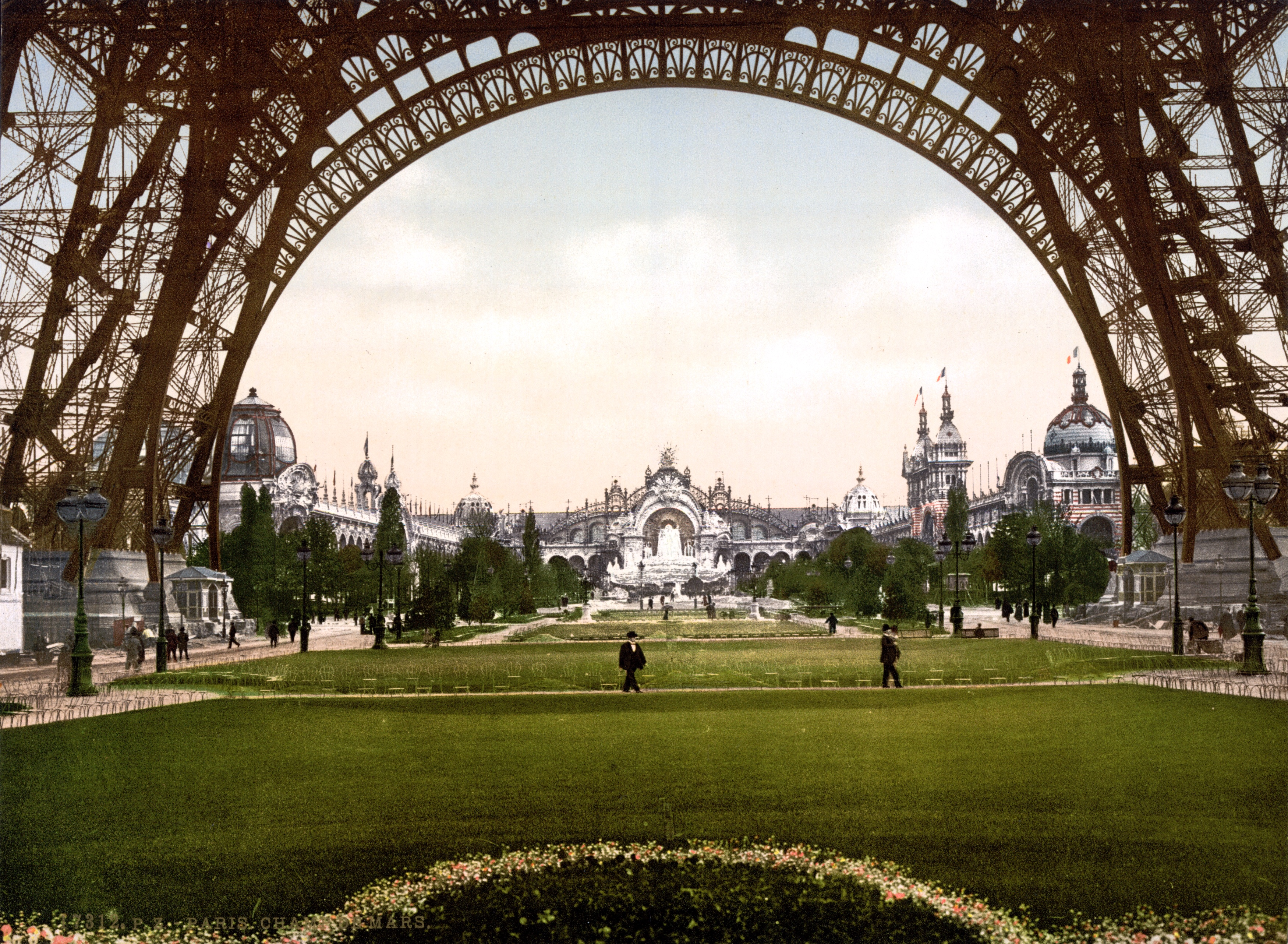
戰神廣場
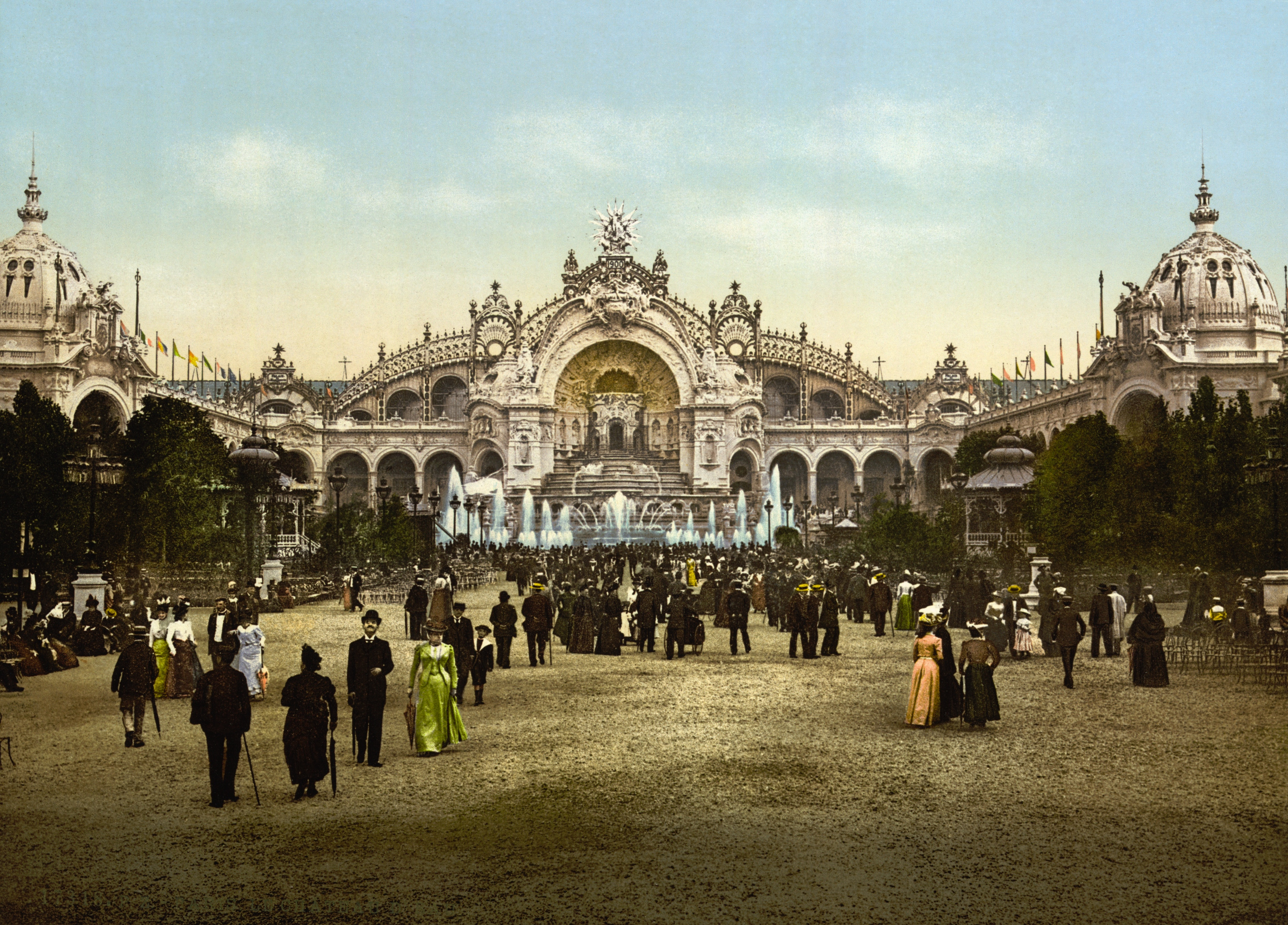
Le Château d'eau
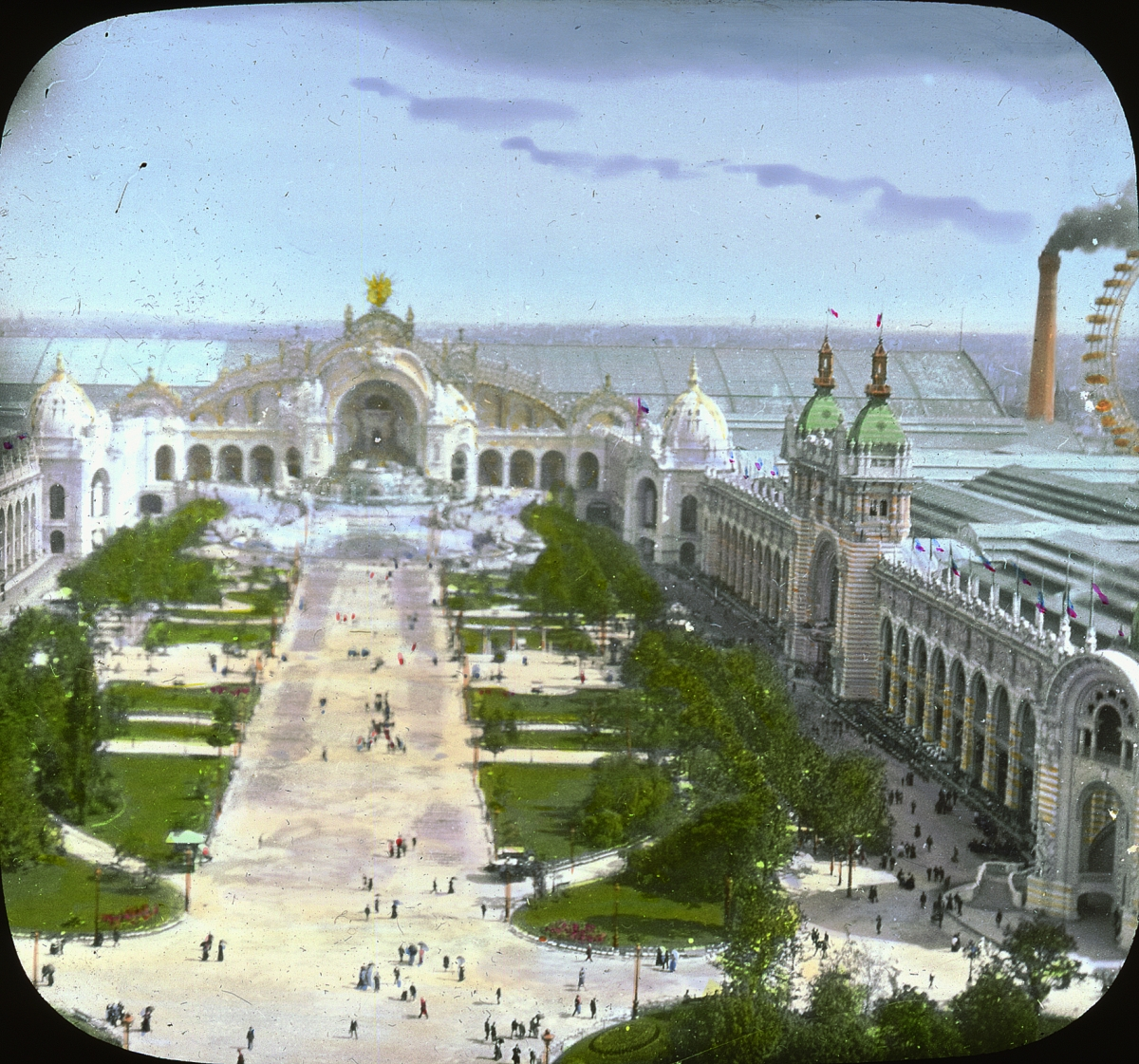
Chateau d'Eau & Palais de l'Electricite
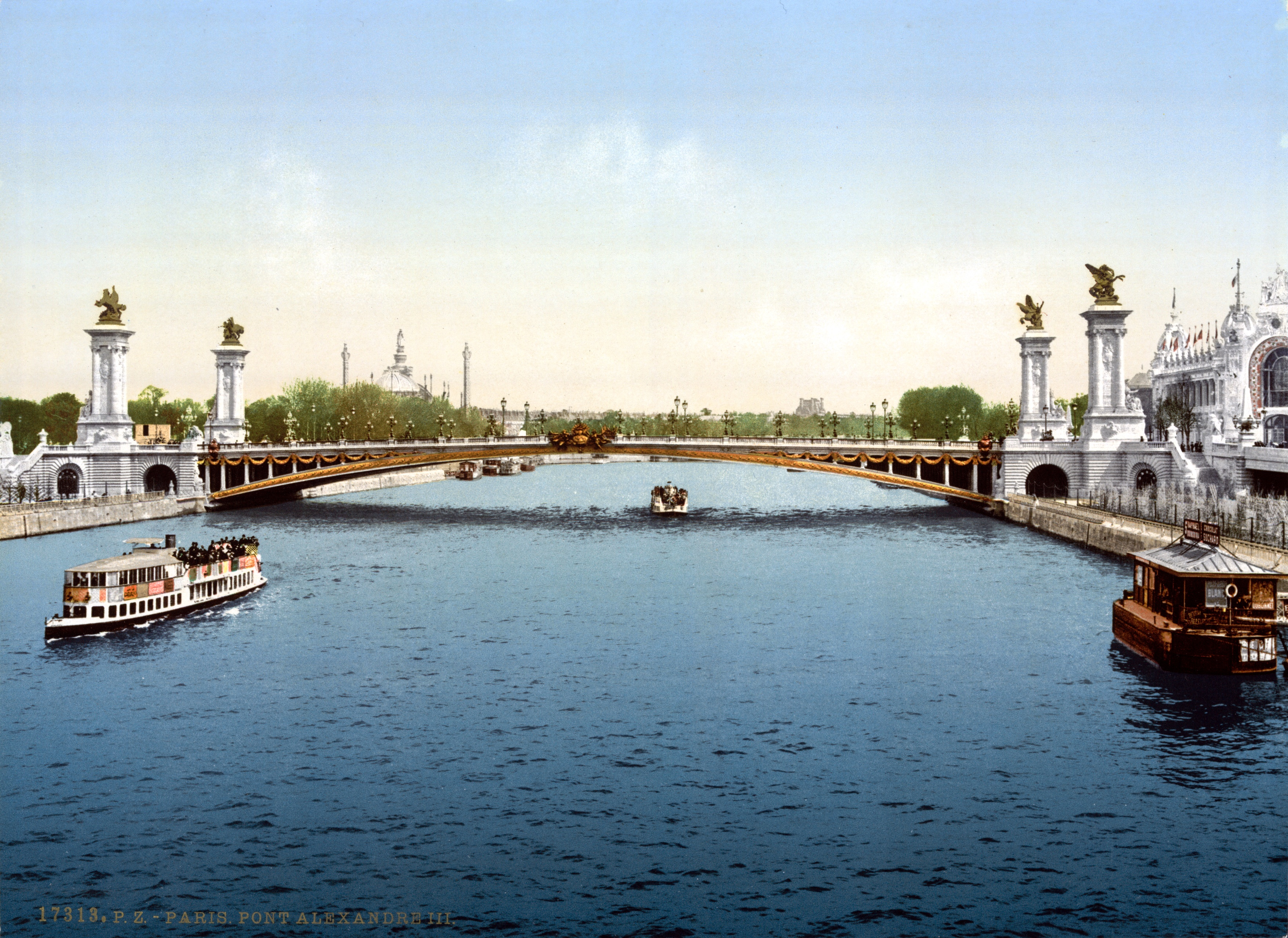
亚历山大三世桥
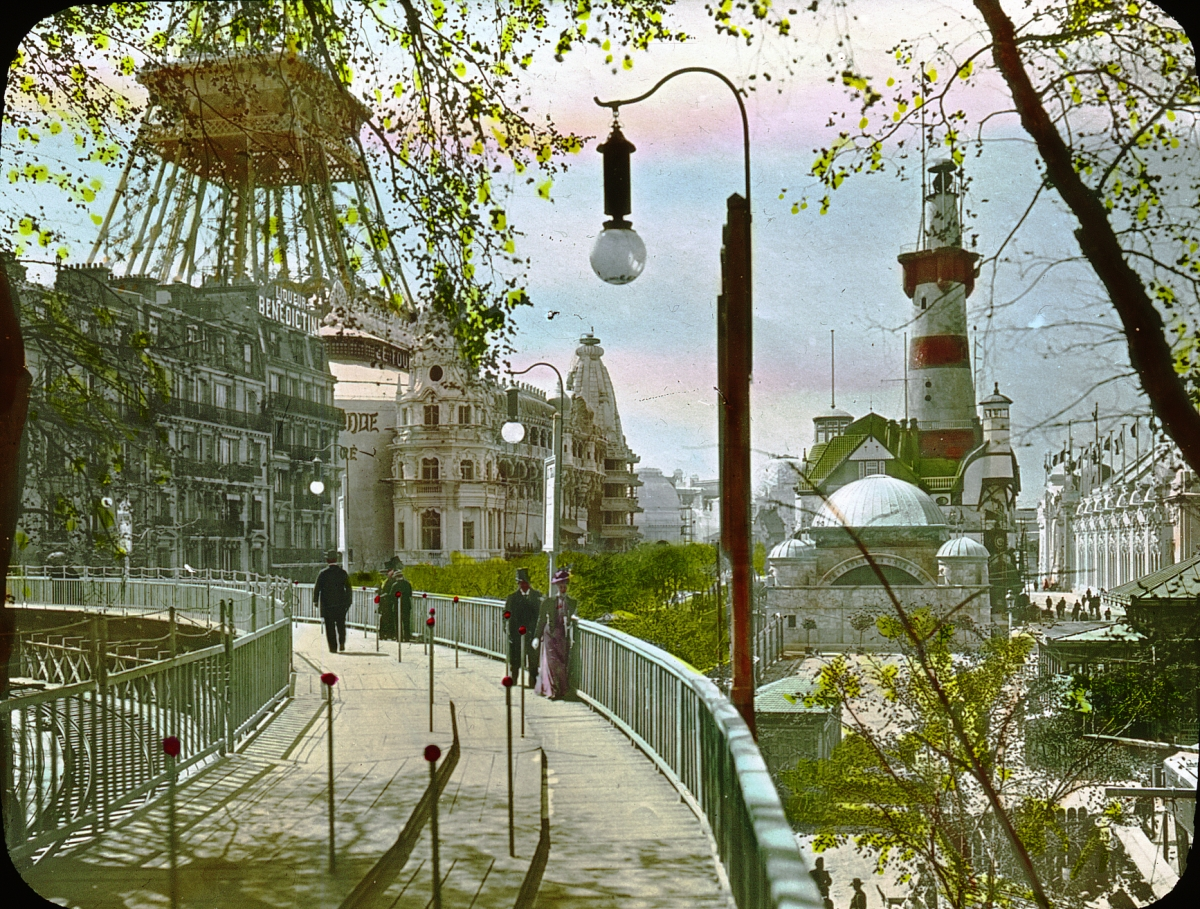
Rue de l'avenir
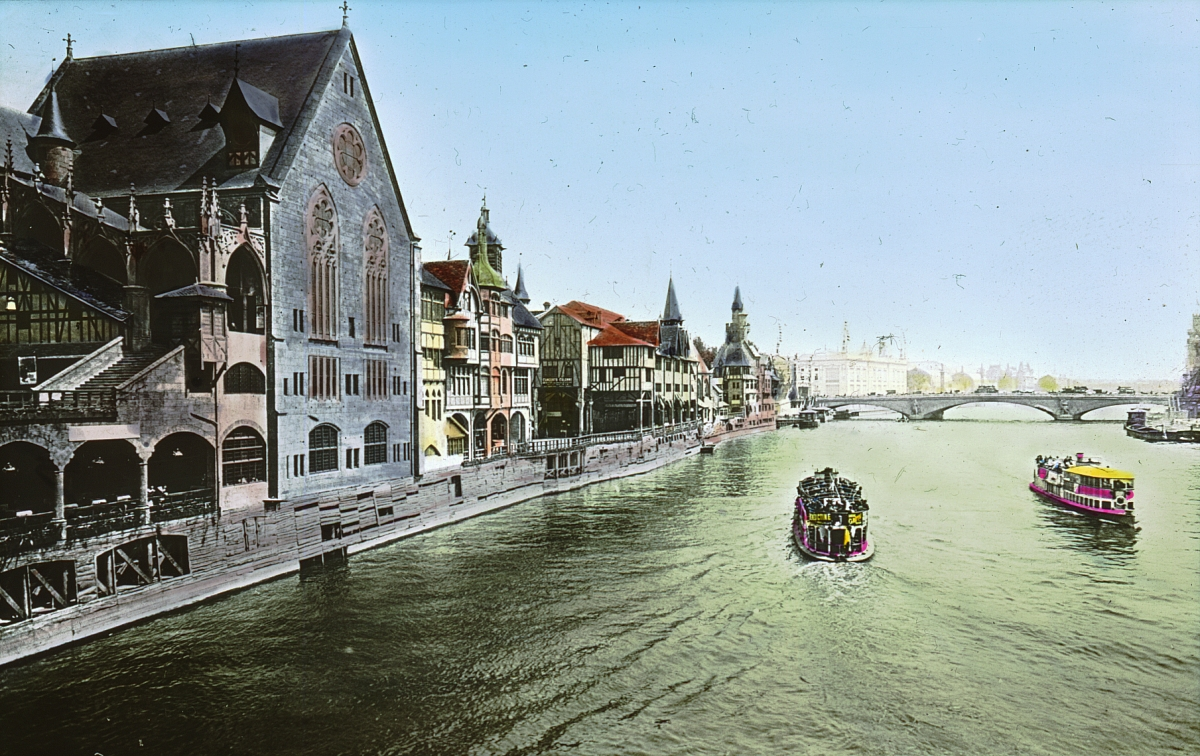
Vieux Paris reconstitué pour l'exposition de 1900
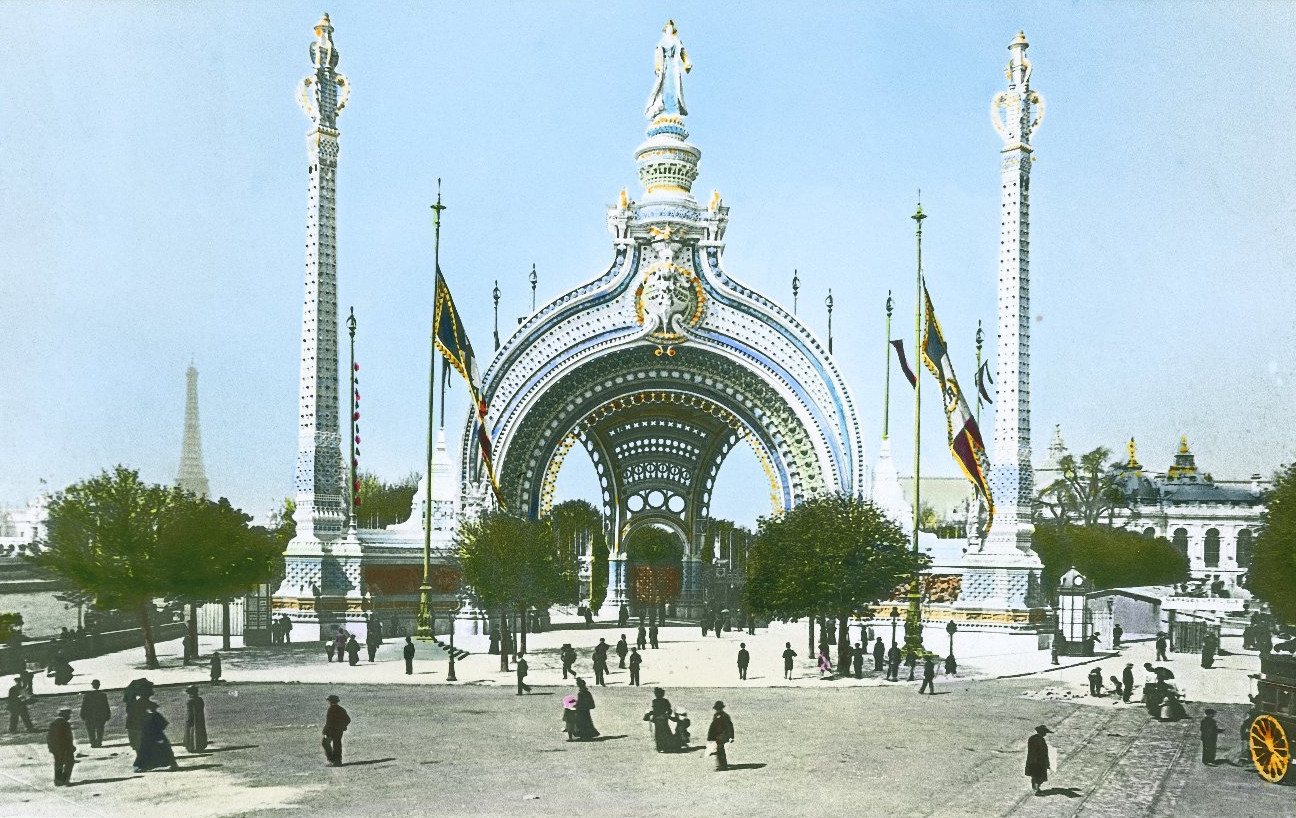
協和廣場旁的世博會入口
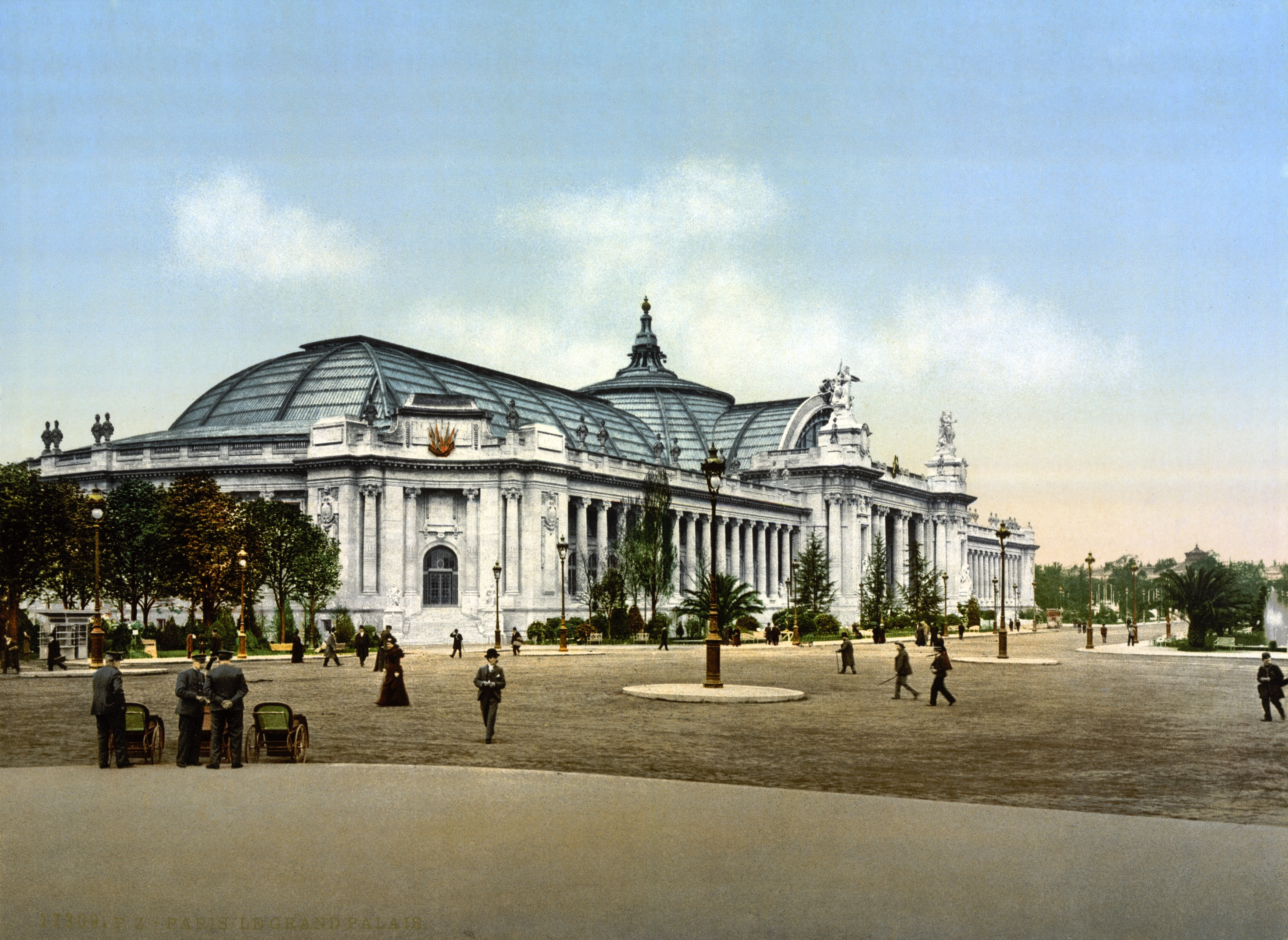
大皇宮
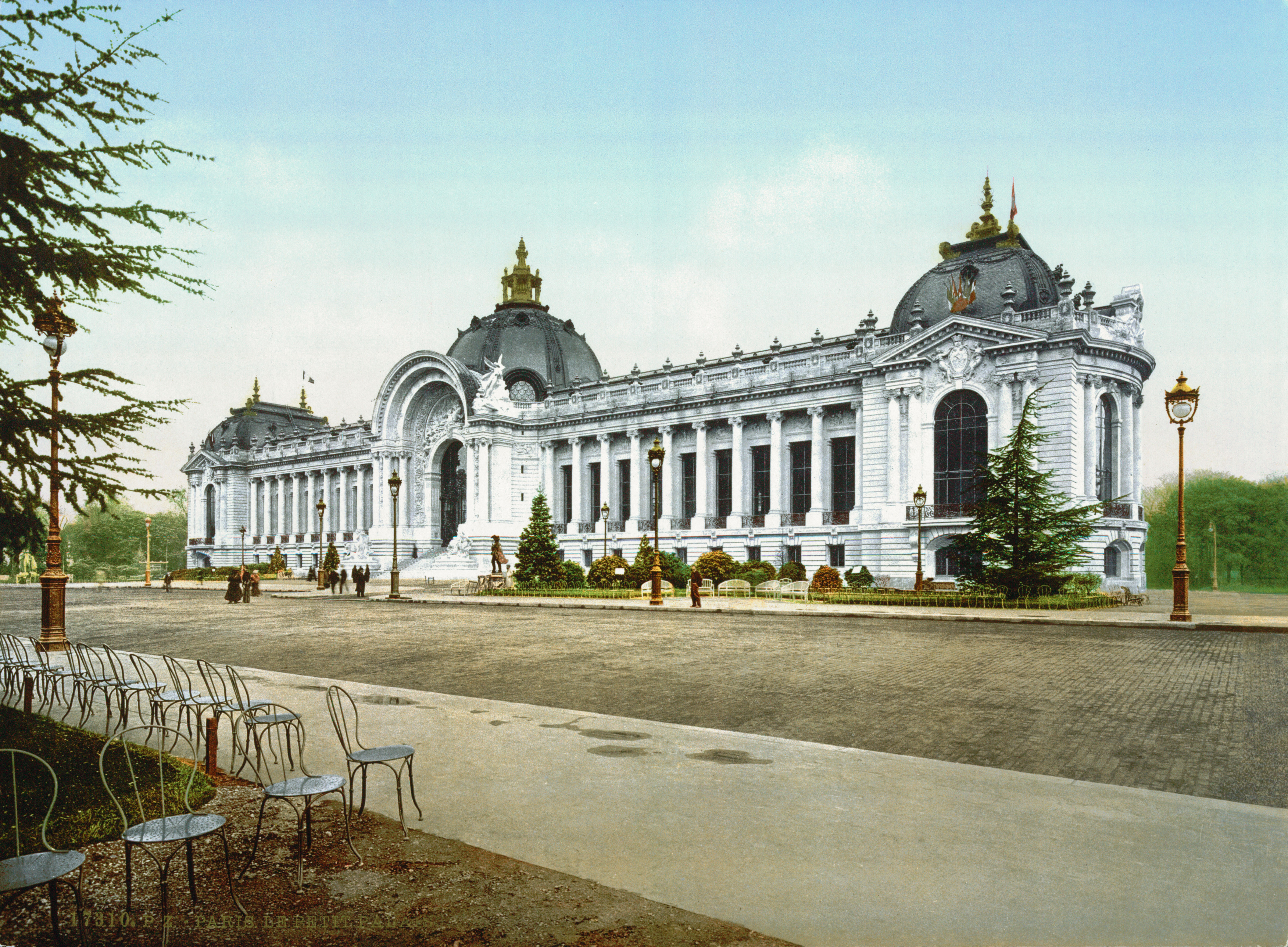
小皇宮

## 各國展覽館建築

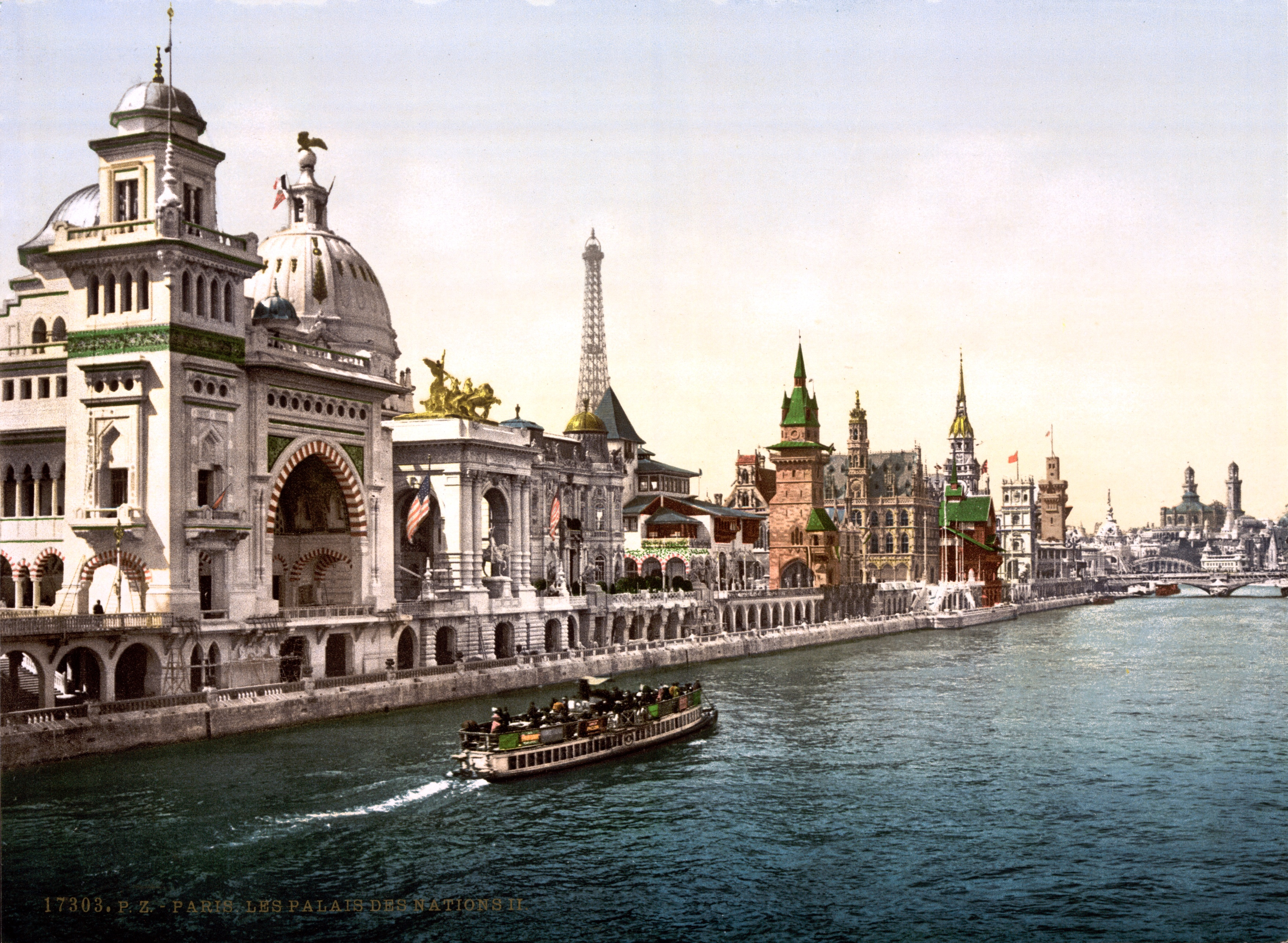
各國展館
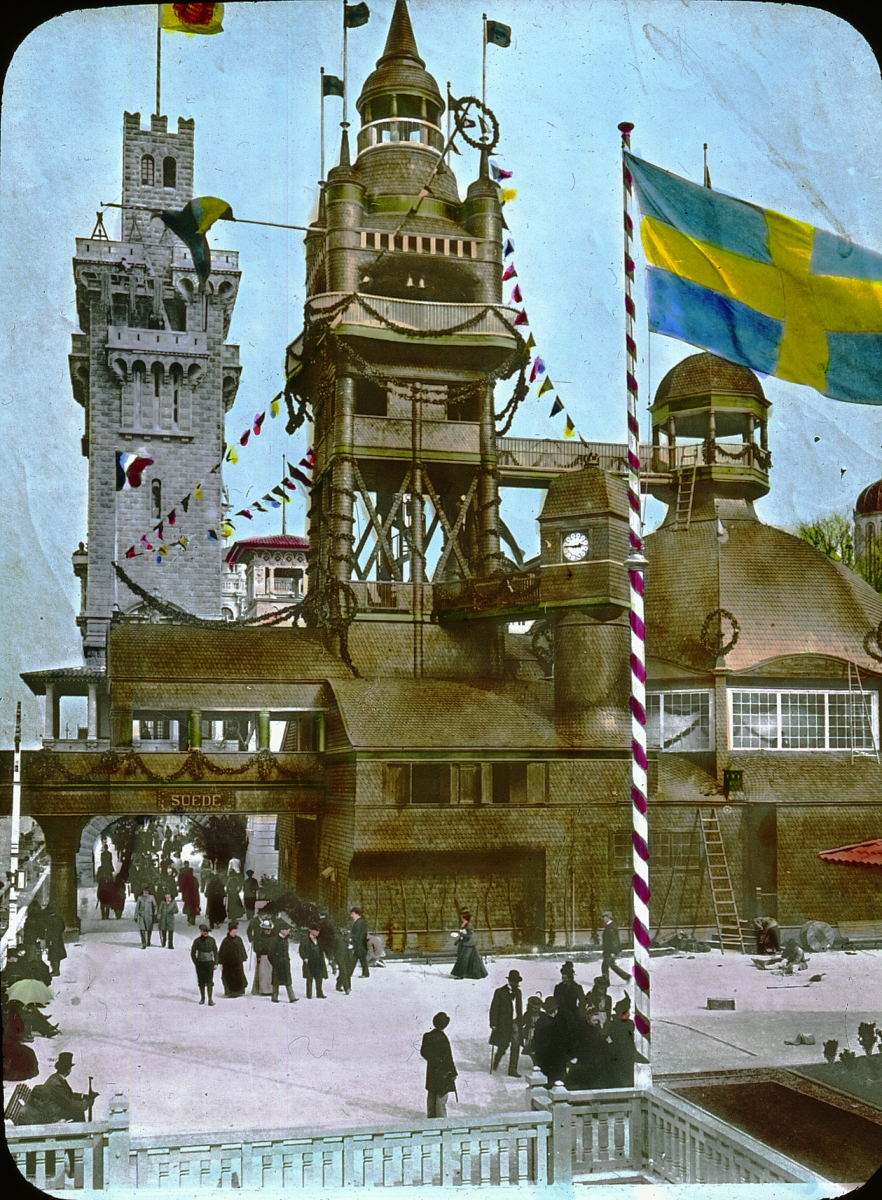
瑞典館
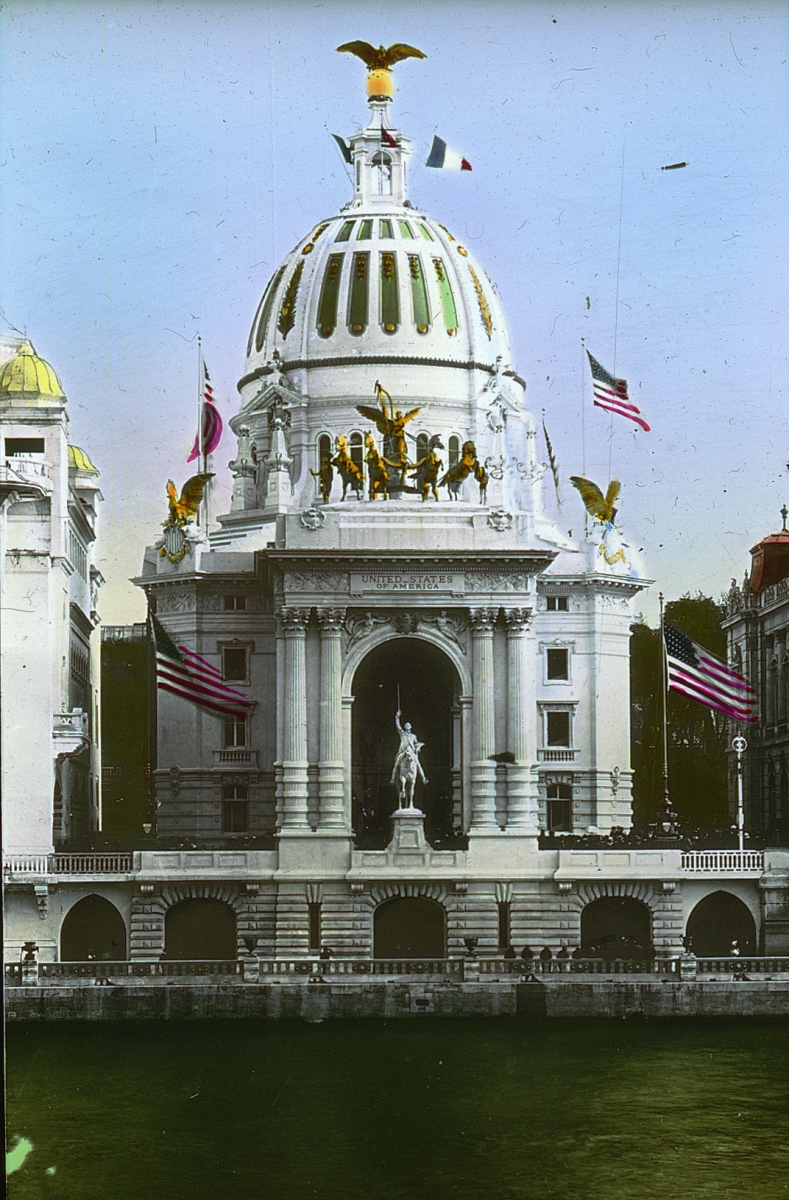
美國館
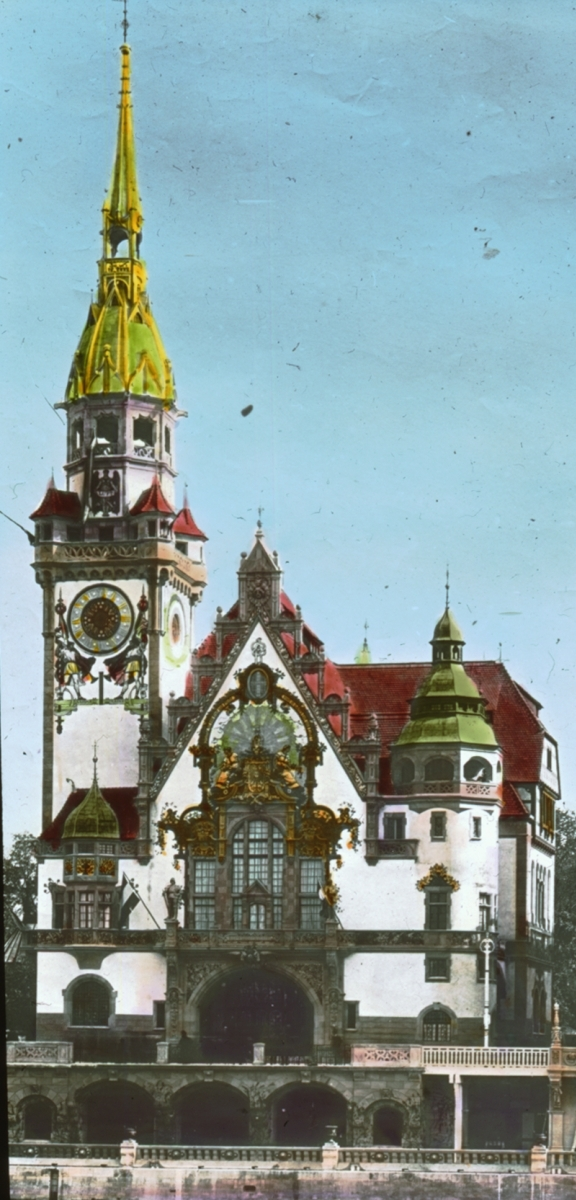
德國館
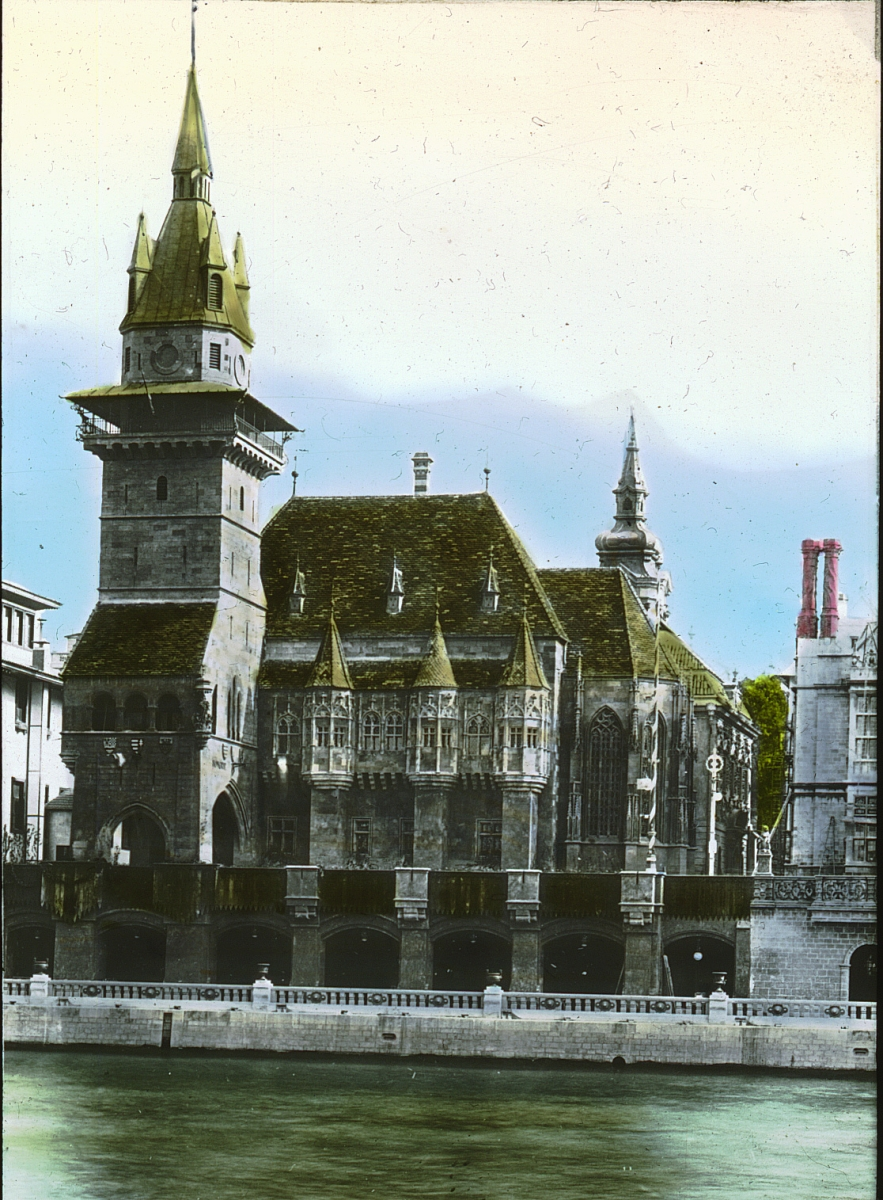
匈牙利館
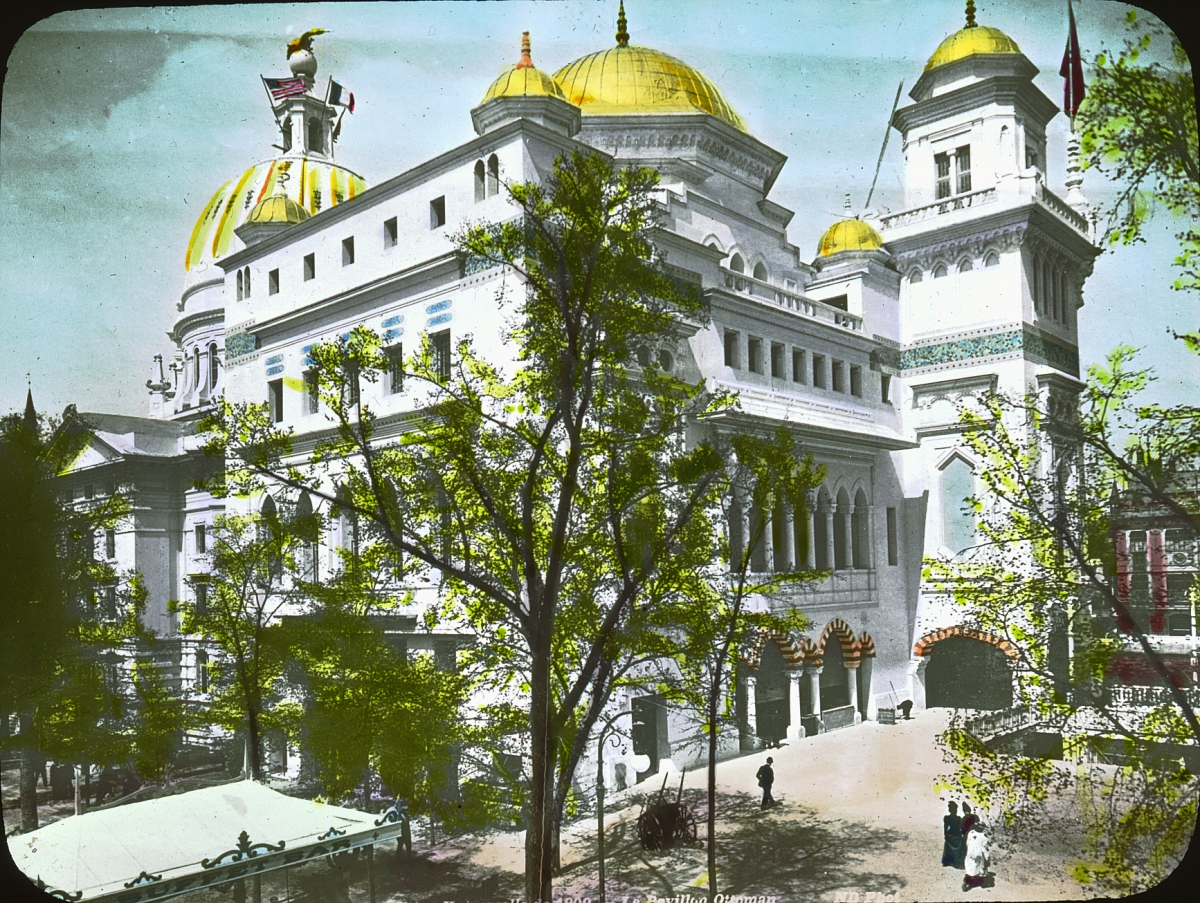
土耳其館
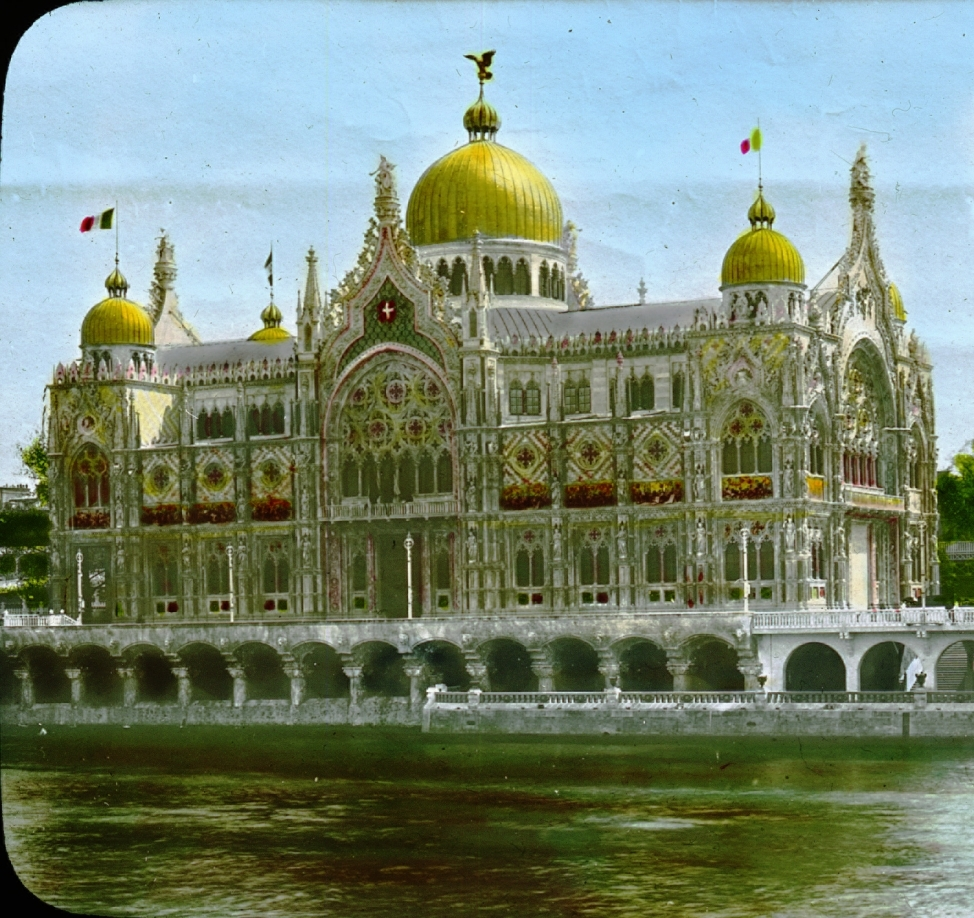
義大利館
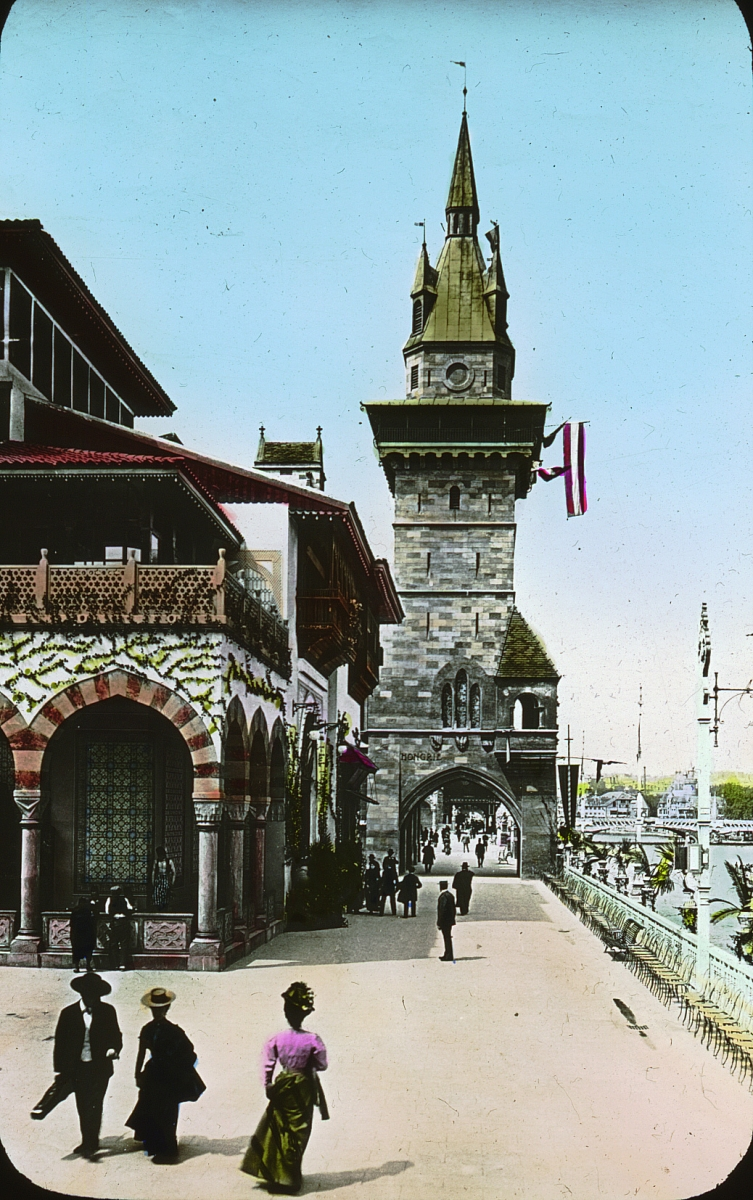
波士尼亞和赫塞哥維納館
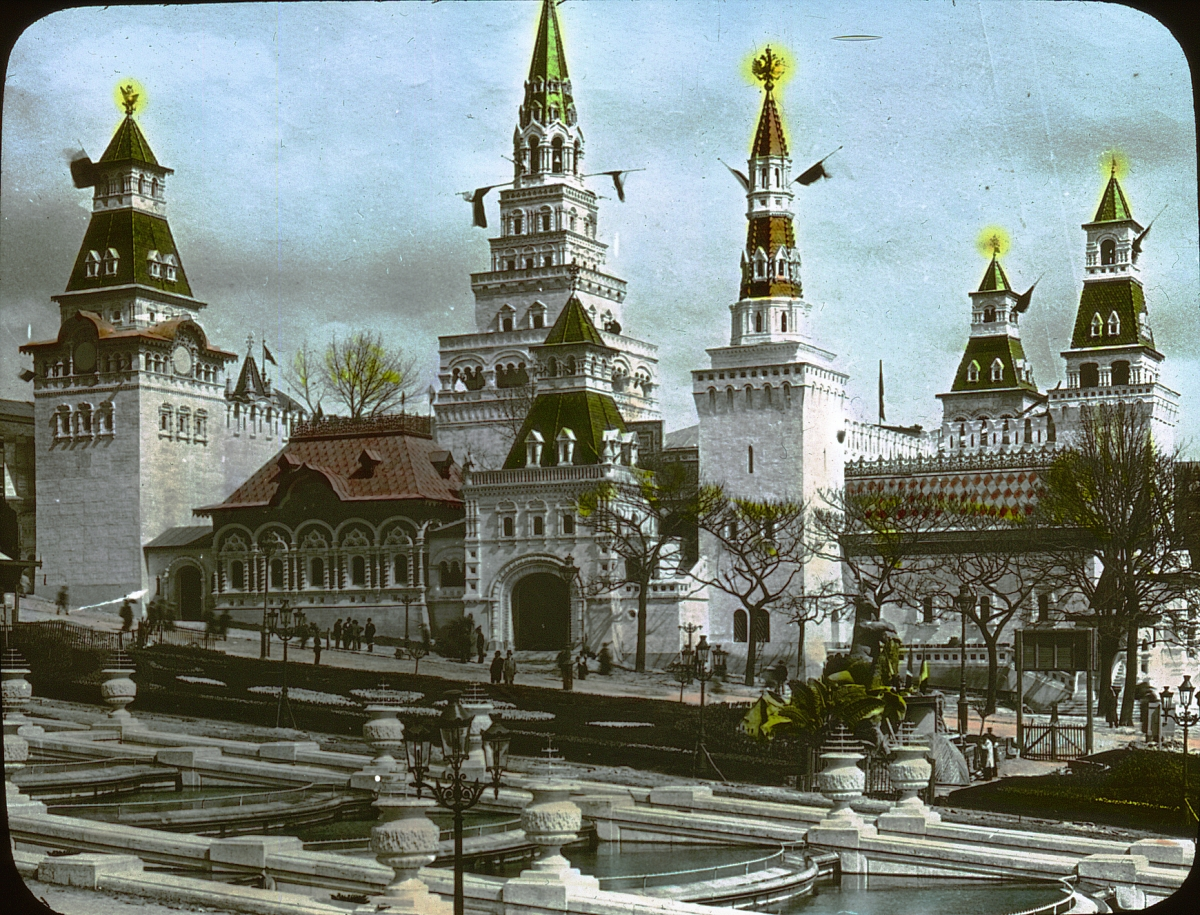
俄羅斯館
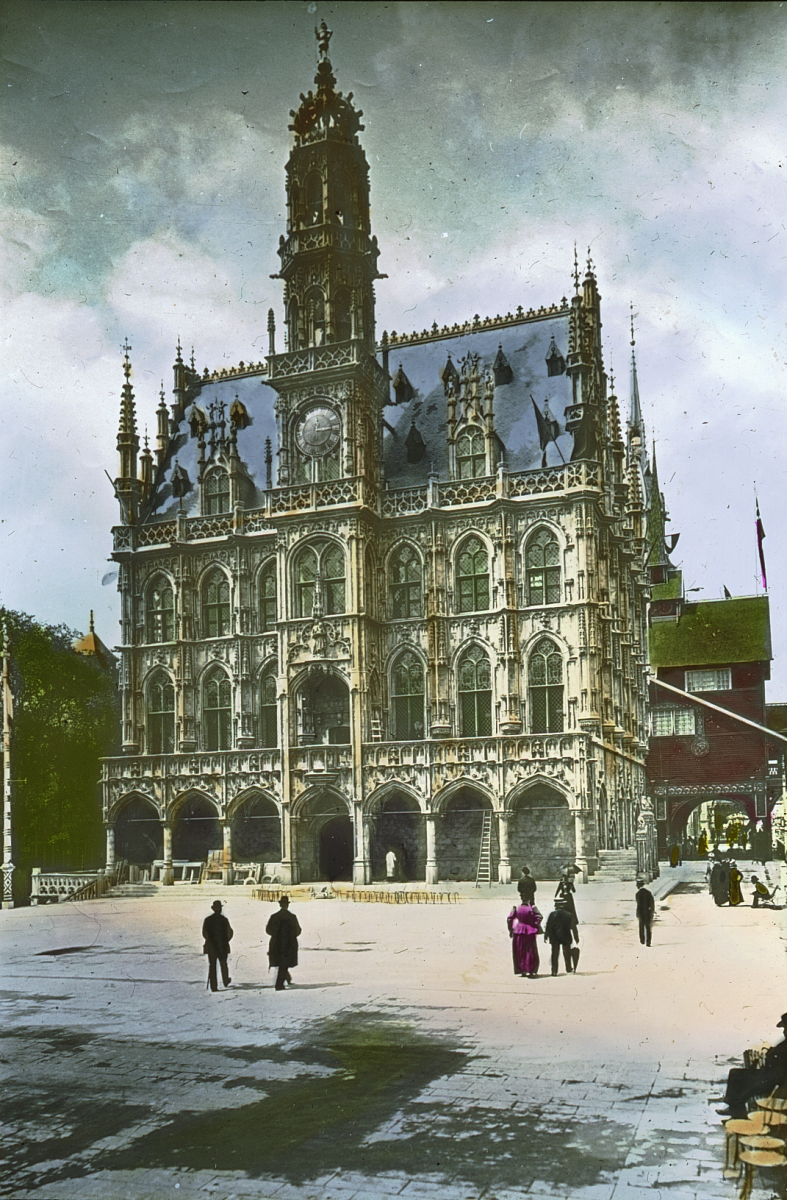
比利時館
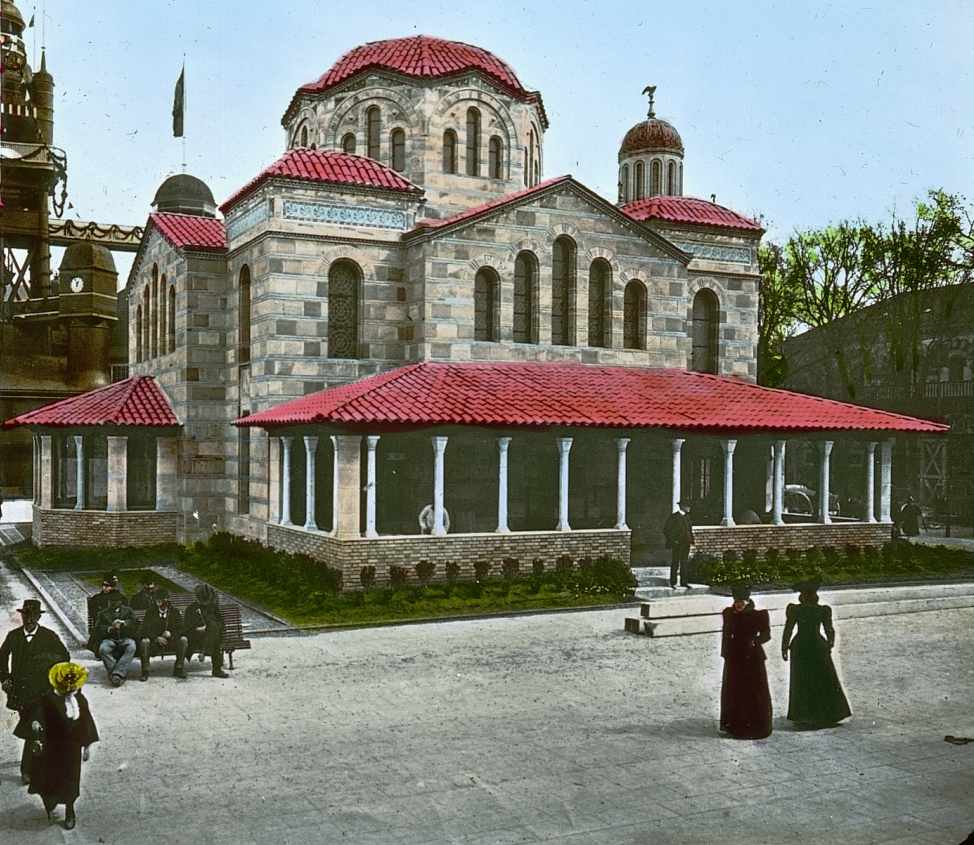
希臘館
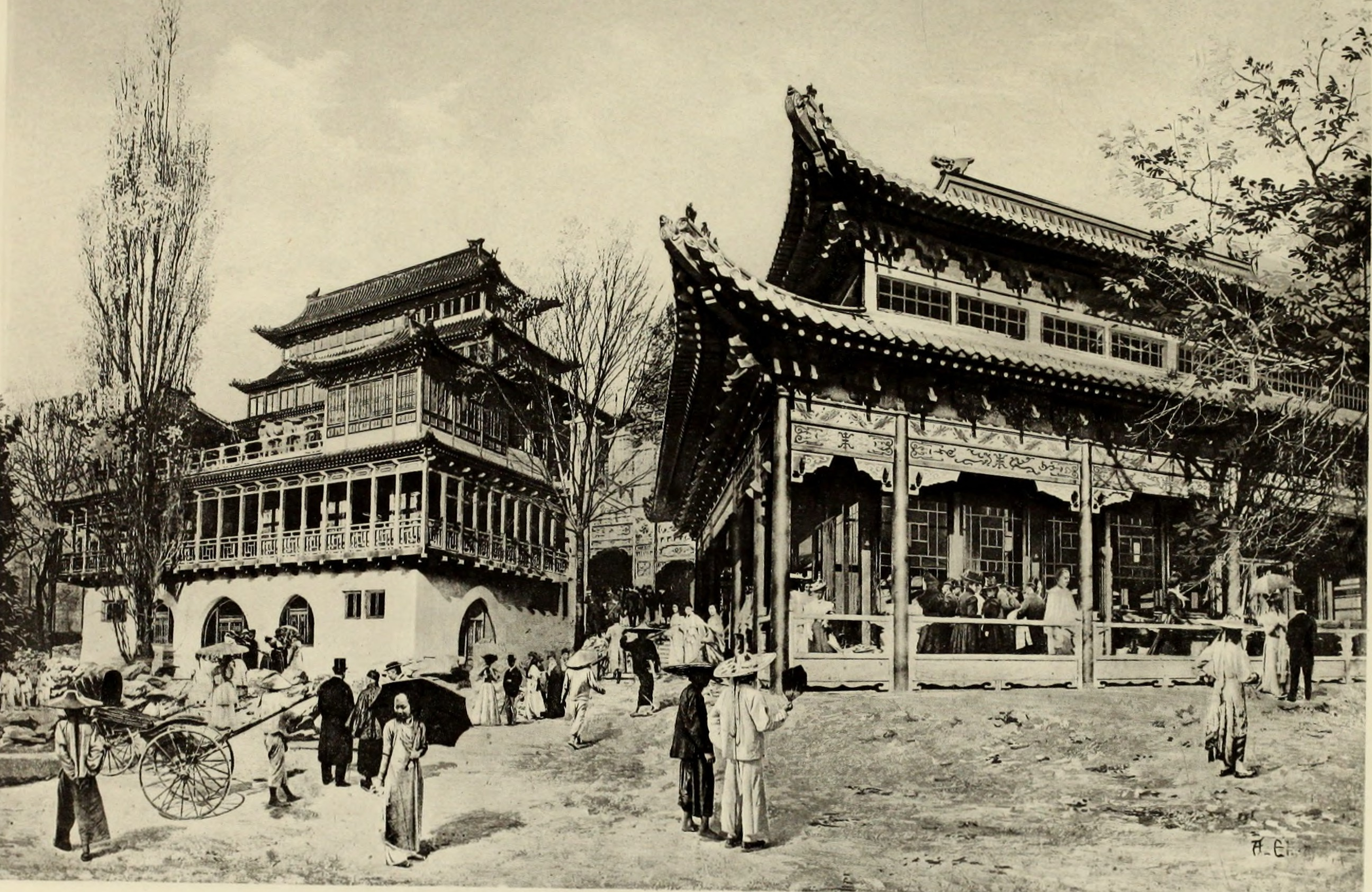
中國館
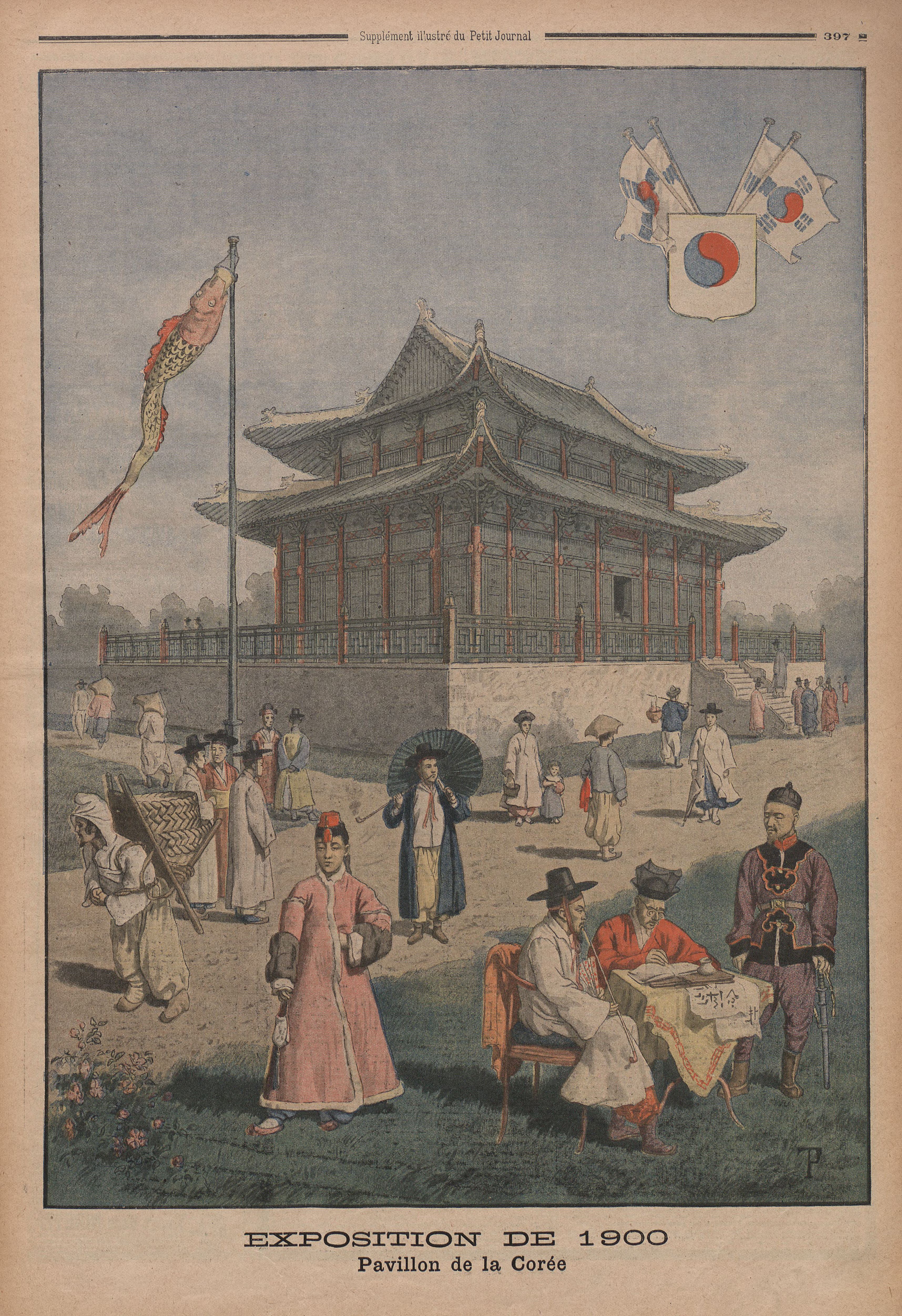
韓國館
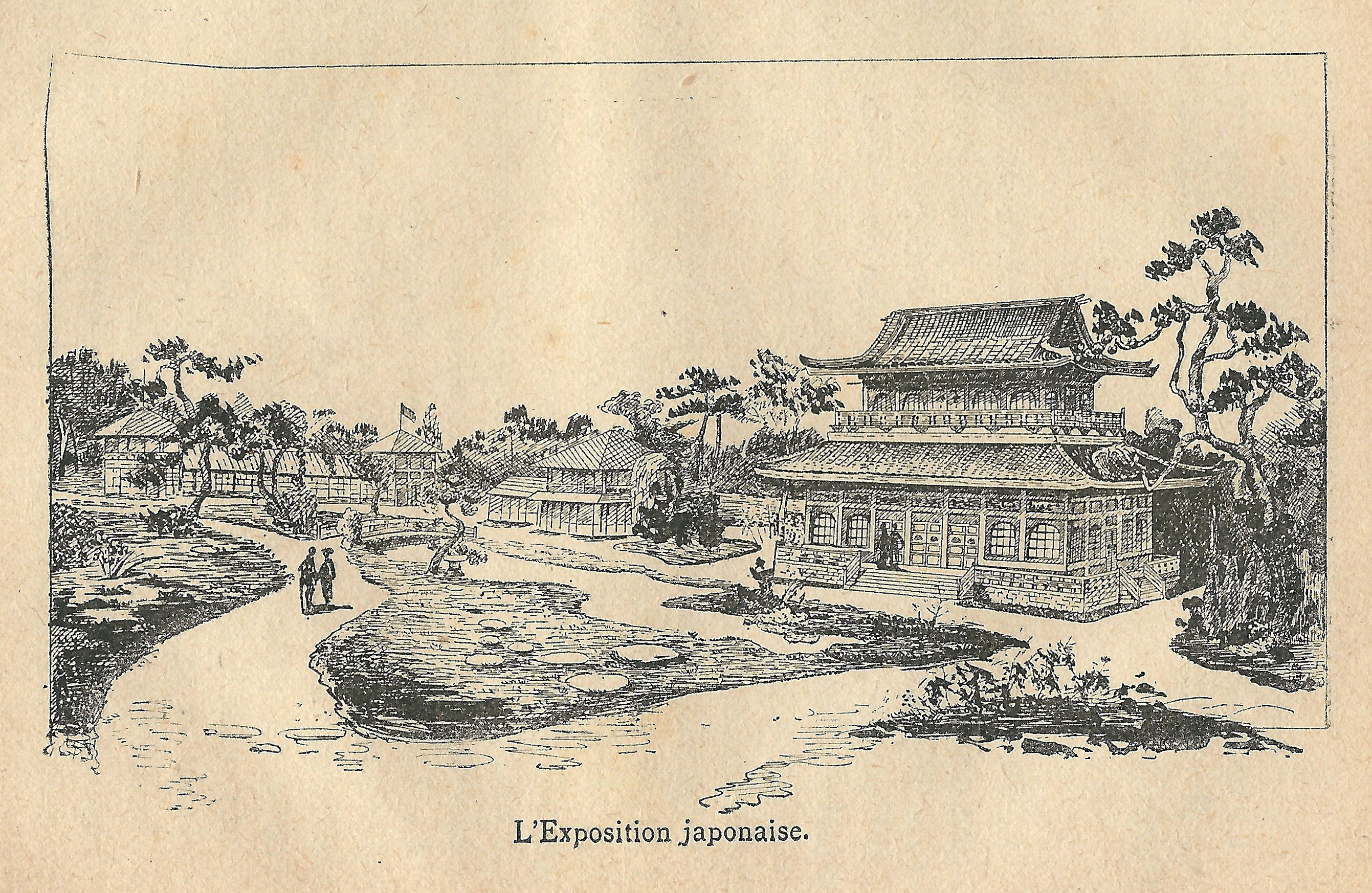
日本館
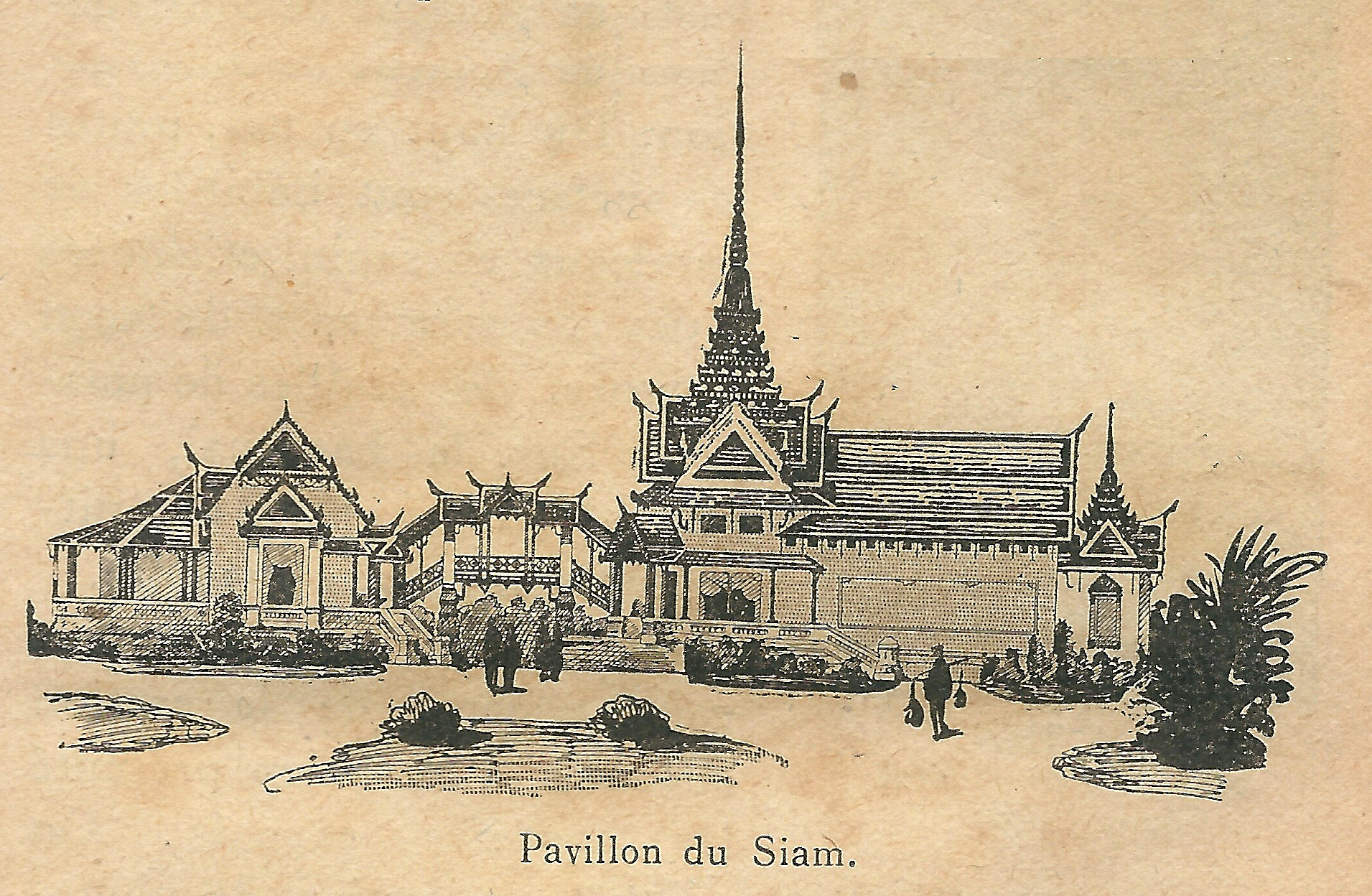
暹羅館